# Filha de Clóvis I
A filha de Clóvis I foi uma princesa de nome desconhecido até hoje, filha de Clóvis I com Santa Clotilde. A Gesta Episcoporum Mettensis nomeia "Agilulfus" como sexto Bispo de Metz, afirmando que "ex patre Nobili senatorum familia orto, ex Chlodovei Regis Francorum Filia procreatus" e que "nepos ipsius […] Arnoaldus" o sucedeu como Bispo. Esta é a única referência até agora identificada desta suposta filha de Clóvis I, cuja existência, presumivelmente, deve ser encarada com cautela. A referência ao seu suposto neto Arnoldo, bispo de Metz, sugere uma certa confusão das fontes, que alegam a existência de Bilichildis, possível filha do rei Clotário I.

## Casamento e filhos
- Com ♂?, possivelmente pertencente a uma nobre família senatorial.

1. ♂ Agiulf (?—22 Nov?), sexto Bispo de Metz, possivelmente.
2. ♀ [filha] (?—?), casada com?, teve, provavelmente, Arnold (?—?), sétimo Bispo de Metz.